# María del Pilar Sanchis Cortés
María del Pilar Sanchis Cortés   (Zumarraga, 1938) és una autora de còmic majoritàriament de còmic femení.

## Biografia
María del Pilar Sanchis es va iniciar com a dibuixant de còmic el 1958 a l'editorial Valenciana amb la sèrie Cuentos gráficos infantiles cascabel, en algunes historietes. Per l'editorial Ferma va dibuixar les sèries; Ensueño i Lolin al numero 71 titulat, La feucha publicat el 1959. El 1962 va participar en la sèrie Diana-Flores de azahar al numero 16, titulat, La gran idea, publicada per l'editorial Creo.